# Venzone
Venzone (friülà Vençon eslovè Pušja Ves) és un municipi italià, dins de la província d'Udine. L'any 2007 tenia 2.257 habitants. Limita amb els municipis d'Amaro, Bordano, Cavazzo Carnico, Gemona del Friuli, Lusevera, Moggio Udinese, Resia i Resiutta

## Administració
| Període | Identitat      | Partit        |
| ------- | -------------- | ------------- |
| 2004-   | Amedeo Pascolo | Llista cívica |

## Personatges il·lustres
- Antoni Beline sacerdot friülès.